# Оресторий
Оресторий — кельтский военачальник III века до н. э.
Во время вторжения кельтов на Балканы они столкнулись с сильным сопротивлением греков у Фермопил. Тогда в 279 году до н. э. Бренн решил направить большой отряд численностью сорок тысяч воинов под предводительством Орестория и Комбутиса в Этолию, чтобы вынудить этолийцев вернуться на родину и тем самым серьёзно ослабить союзное эллинское войско. По словам античного географа Павсания, галлы творили ужасные зверства, однако вследствие организованного яростного отпора только половина из завоевателей смогла в итоге возвратиться обратно.
Возможно, Оресторий является искажённым кельтским Оргеторик (от orgeto — «убийца»).